# Sint Alardskerk (Serooskerke)

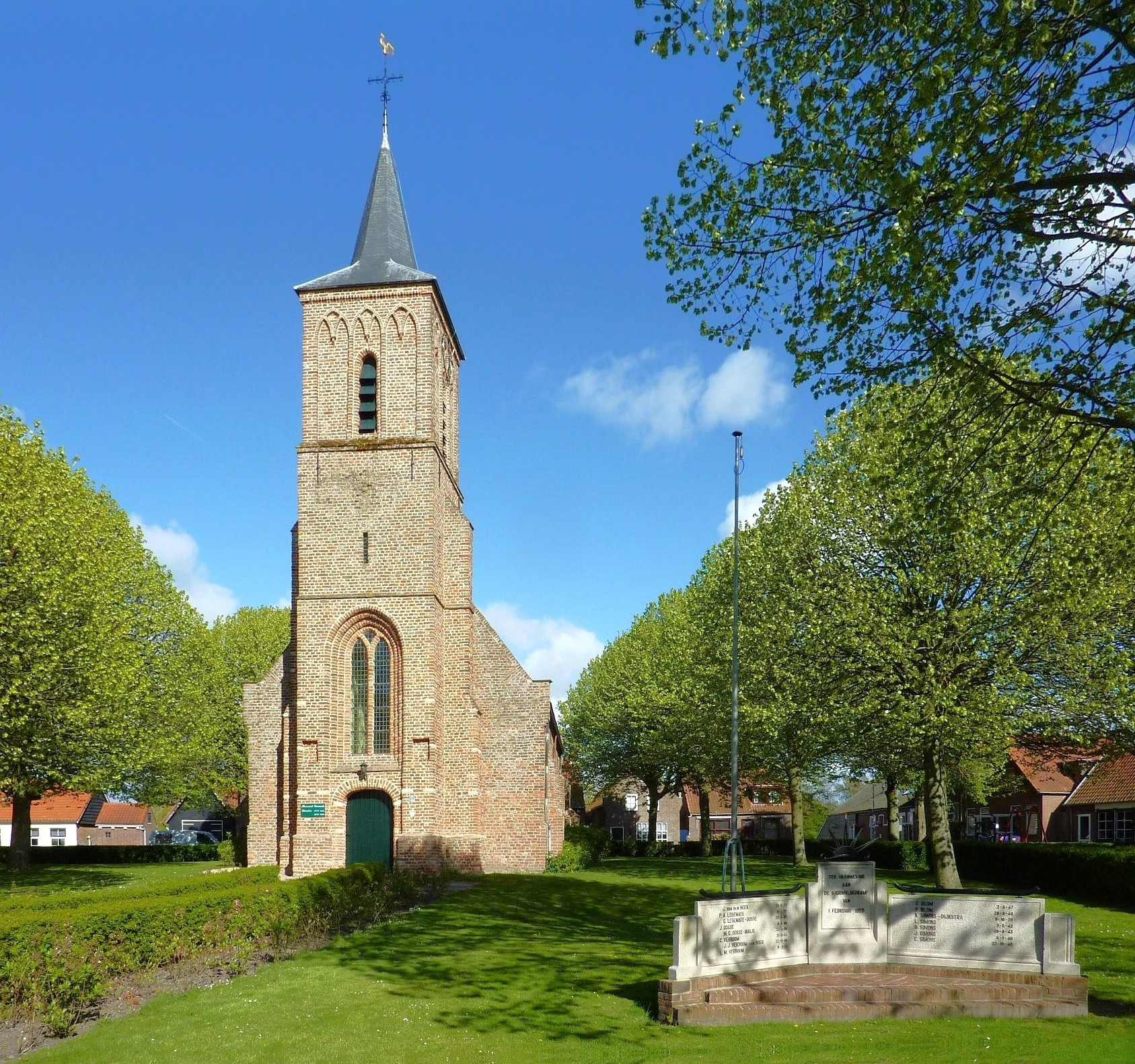
Sint Alardskerk

Die Sint Alardskerk (auch St. Alardus genannt) ist das Kirchengebäude einer reformierten Kirchengemeinde innerhalb der Protestantischen Kirche in den Niederlanden in Serooskerke (Gemeinde Schouwen-Duiveland) in der niederländischen Provinz Zeeland. Die Ortschaft ist nicht zu verwechseln mit Serooskerke auf dem benachbarten Walcheren. Die Kirche sowie der Turm sind als Rijksmonumente eingestuft.

## Geschichte
1187 fand die erste Erwähnung des Ortes als Alerdeskirkdam statt. Die Parochie Serooskerke mit der Alardskerk wurde erstmals 1405 in einem Register des Erzdiakons des Utrechter Doms genannt. Der heute noch vorhandene spätgotische Turm wurde in der ersten Hälfte des 15. Jahrhunderts errichtet. Im Zuge des Achtzigjährigen Krieges verwüsteten spanische Truppen Ortschaft und Kirche am 14. Dezember 1557 schwer. Die Reformation in der Region wurde jedoch nicht rückgängig gemacht, auch Serooskerke blieb reformiert. Im Zuge der Wiederaufbaumaßnahmen wurde das  Langhaus neuerrichtet und der Chor niedergelegt, da er den liturgischen Erfordernissen nicht mehr entsprach. An seiner Stelle entstand im 18. Jahrhundert eine Sakristei.
Im Rahmen der Flutkatastrophe von 1953 wurde auch die Kirche schwer in Mitleidenschaft gezogen und in den Jahren 1957/58 in gotischen Formen rekonstruiert. Die Reformierte Gemeinde gehört zur 2004 geschaffenen unierten Protestantischen Kirche in den Niederlanden. 

## Orgel
Die Orgel wurde 1958 von der Orgelbaufirma Van Vulpen gebaut. Das Schleifladen-Instrument hat sechs Register auf einem Manualwerk.
Disposition:
| \| Manual C–f3 \| \| \| Holpijp \| 8′ \| \| Prestant \| 4′ \| \| Roerfluit \| 4′ \| \| Octaaf \| 2′ \| \| Sifflet \| 1′ \| \| Mixtuur II-III \| \| |    |
| Manual C–f3 |    |
| Holpijp | 8′ |
| Prestant | 4′ |
| Roerfluit | 4′ |
| Octaaf | 2′ |
| Sifflet | 1′ |
| Mixtuur II-III |    |

Das Pedal (C–d1) ist angehängt. Die Trakturen sind mechanisch.